# Kantatie 62
Pour les articles homonymes, voir Route 62.
La route principale 62 (en finnois : Kantatie 62) est une route principale allant de Mikkeli jusqu'à Imatra en Finlande.

## Description
À certains endroits, la route est étroite et sinueuse, mais offre une vue sur le lac Saimaa. Une section de huit kilomètres de la route à Vuoksenniska dans la municipalité d'Imatra, est partagée avec la valtatie 6.
La kantatie 62 se termine au poste-frontière d'Imatra.

## Parcours

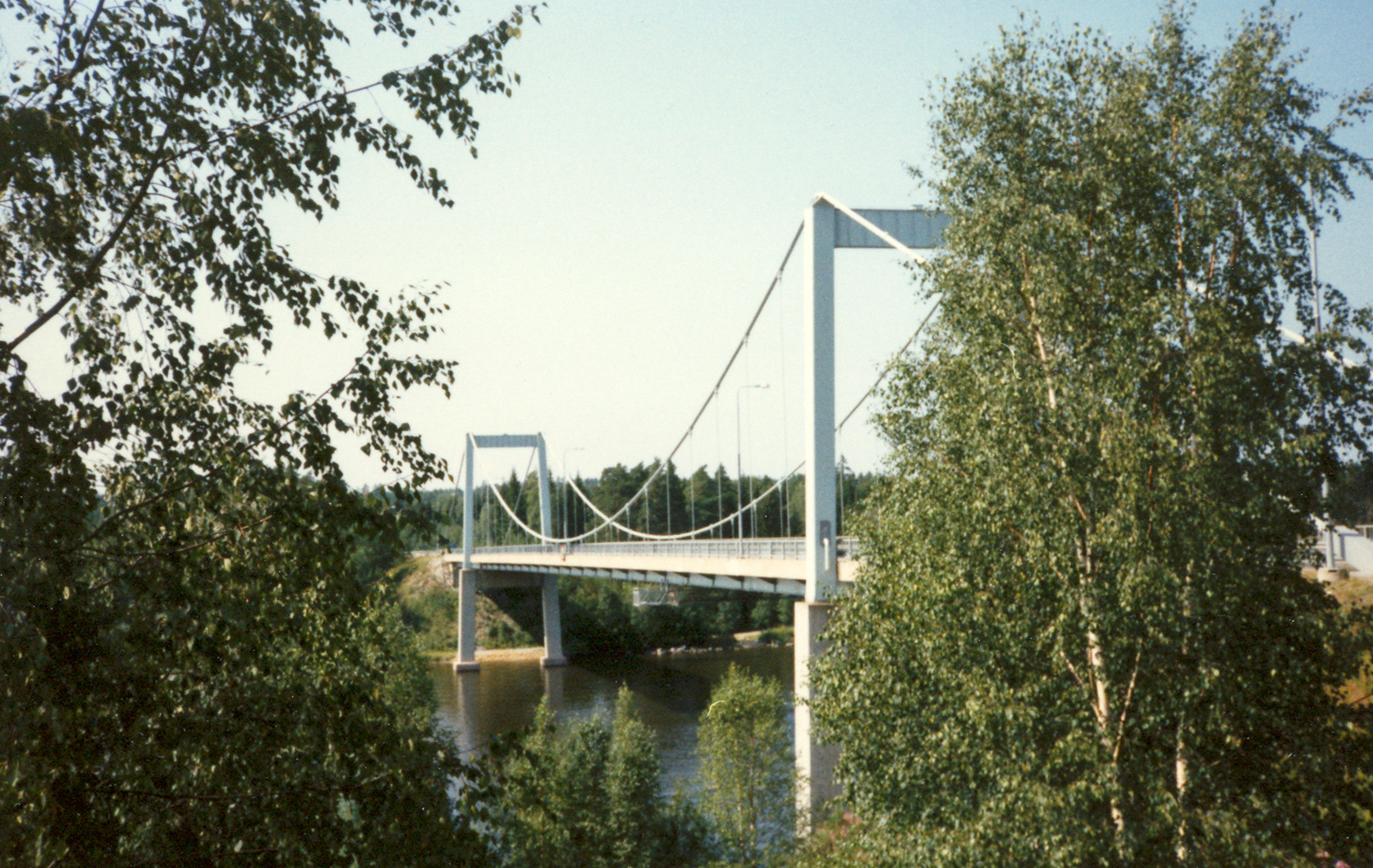
Le pont de Kirkonvarkaus à Mikkeli en 1989.

La route traverse les municipalités suivantes :
- Mikkeli
- Puumala
- Ruokolahti
- Imatra